# Marie Under
Marie Under (Tallinn, 27 de março de 1883 – Estocolmo, 25 de setembro de 1980) foi uma poetisa estoniana.

## Infância e educação
Marie Under estudou em uma escola particular alemã para meninas. Depois de graduar-se, foi trabalhar como balconista em uma livraria. Nas horas livres, ela escrevia poesia em alemão. Em 1902, casou com o contador estoniano, Carl Hacker. O casal teve dois filhos em Kutshino, um subúrbio de Moscou. Porém, em 1904, ela apaixonou-se pelo artista estoniano Ants Laikmaa. Laikmaa convenceu-a a traduzir sua poesia para o estoniano e enviou seus trabalhos traduzidos para os jornais locais.

## Retorno para a Estônia
Em 1906, Under retornou para Tallinn. Em 1913, ela encontrou-se com Artur Adson, e tornou-se sua secretária. Ele também compilou os primeiros volumes de sua poesia publicada. Em 1924, Under divorciou-se de Carl Hacker e casou com Adson.

## Emigração
No início de setembro de 1944, a U.R.S.S. ocupou a Estônia. Under e sua família fugiram para a Suécia. Eles passaram quase um ano em um campo de refugiados. Em 1945, a família mudou-se para Mälarhöjden, um subúrbio de Estocolmo, Suécia, onde Under morou até a sua morte em 25 de setembro de 1980. Ela está sepultada no Skogskyrkogården (Cemitério da Floresta), em Estocolmo.

## Obras selecionadas
- "Sonetid" (1917)
- "Eelõitseng" (1918)
- "Sinine puri" (1918)
- "Verivalla" (1920)
- "Pärisosa" (1923)
- "Hääl varjust" (1927, "Vozes das Sombras", 1949)
- "Rõõm ühest ilusast päevast" (1928)
- "Õnnevarjutus" (1929)
- "Lageda taeva all" (1930)
- "Kivi südamelt" (1935)
- "Mureliku suuga" (1942)
- "Sädemed tuhas" (1954)
- "Ääremail" (1963)
- "Mu süda laulab" (Antologia póstuma, 1981)